# فریکسوس
فریکسوس (به یونانی: Φρίξος) در اسطوره‌های یونان، پسر آتاماس و نفله است.
آتاماس بعد از این‌که نفله جدا شد، با اینو، دختر کادموس ازدواج کرد. زمانی که سرزمین‌شان دچار قحطی شد، آتاماس با تحریک اینو تصمیم به قربانی کردن فریکسوس و هله گرفت. اما درست زمانی که قصد این‌کار را داشت، قوچی جادویی ظاهر شد که یکی از خدایان (هرمس یا زئوس) به خواست نفله برای کمک فرستاده بودند. این قوچ حرف می‌زد و پشم‌های زرین داشت. به دستور قوچ، فریکسوس و هله بر پشت او سوار شدند و قوچ پرواز کرد. هله در راه در دریا افتاد اما فریکسوس به سلامت به کولخیس، نزد آئیتس رسید.